# Ка-Пезаро
Ка-Пе́заро (итал. Ca' Pesaro; Са — сокращение от Casa — дом, дворец) — дворец в Венеции, в сестиере (районе) Санта-Кроче, на Гранд-канале. Выдающийся памятник архитектуры своеобразного венецианского ренессансно-барочного стиля. С 1902 года во дворце размещаются Международная галерея современного искусства (итал. Galleria Internazionale d’Arte Moderna) и Венецианский музей восточного искусства (итал. Museo d’Arte Orientale di Venezia). Музеи находятся в ведомстве муниципального музейного фонда Венеции (Fondazione Musei Civici di Venezia).

## История
Грандиозный дворец был спроектирован выдающимся венецианским архитектором Бальдассаром Лонгеной по заказу богатой и знатной семьи Пезаро. Строительство продолжалось с 1652 по 1710 год. В 1682 году, в год смерти Лонгены, здание ещё не было закончено. Постройку завершил в 1710 году Антонио Гаспари, ученик Лонгены, внеся небольшие изменения в первоначальный проект.
Позднее величественный дворец перешёл к семье Градениго. Затем здание использовали для размещения колледжа армянской диаспоры и, наконец, в 1851 году дом был приобретён графом Гульельмо Бевилаква. После внезапной смерти последнего в 1859 году дворец унаследовала его старшая сестра герцогиня Феличита Бевилаква ла Маза, которая в своём завещании предназначила здание для размещения фонда и галереи произведений молодых художников. Её завещание было выполнено резолюцией муниципалитета Венеции от 5 декабря 1899 года.

## Архитектура
Архитектура дворца схожа с другим зданием, также построенным Бальдассаре Лонгеной на Гранд-канале: Ка-Реццонико. Три этажа, облицованный мрамором фасад, чередующиеся арочные окна и колонны. Однако в архитектуре Ка-Пезаро сильнее проявлены барочные элементы, основанные на переосмыслении ордерной схемы, разработанной Якопо Сансовино. Первый этаж оформлен мощным «бриллиантовым» рустом; на втором и третьем этажах чередуются одинарные и сдвоенные колонны. тектоничность усиливается общей рельефностью, рассчитанной на игру светотени: двойной портал первого этажа, выступающие карнизы и балюстрады, раскреповка антаблемента второго яруса.
Вестибюль, расположенный по центральной оси здания, ведёт во внутренний двор с монументальным колодцем, оформленный по периметру аркадой из тёсаного камня.
От первоначального оформления интерьеров осталось немного. Частично сохранились фрески Джамбаттисты Питтони и Джамбаттисты Тьеполо, росписи и лепные потолки Н. Бамбини, А. Буттафого, Дж. Б. Крозато, Ф. Тревизани и Дж. Брусаферро.

## Художественные коллекции дворца
Коллекции семьи Пезаро, задокументированные в архивах, ранее включали работы таких знаменитых художников, как Виварини, Карпаччо, Беллини, Джорджоне, Тициан, Тинторетто, а также венецианских живописцев XVII и XVIII веков. Это великое наследие было полностью рассеяно к 1830 году, году смерти последнего члена семьи Пезаро, который продал большую часть коллекции с аукциона в Лондоне.
В 1902 году по завещанию герцогини Бевилаква ла Маза городской совет решил использовать дворец для размещения муниципальной коллекции современного искусства, начало которой было положено в 1897 году, когда проходила вторая Венецианская биеннале. Вскоре после этого, между 1908 и 1924 годами, Ка-Пезаро использовали для проведения выставок, которые помимо Венецианской биеннале поддерживали новое поколение итальянских художников. С годами коллекция пополнялась за счет отдельных приобретений и пожертвований. В настоящее время Международная галерея современного искусства (итал. Galleria Internazionale d’Arte Moderna) располагается на первом и втором этажах здания.
Её основная часть включает произведения живописи и скульптуры итальянских художников, начиная с середины и второй половины XIX века до произведений 1930-х, 1940-х и 1950-х годов, а также периода после Второй Мировой войны по настоящее время. Среди наиболее известных работы Густава Климта, Василия Кандинского, Марка Шагала, Джорджо Моранди, Джорджо де Кирико, Марио Сирони, Карло Карра, Филиппо Де Пизиса, Альберто Мартини, Умберто Боччони, Джино Росси и многих других.
Музей восточного искусства (итал. Museo d’Arte Orientale di Venezia) располагается на верхнем этаже здания. В нём хранится около 30 000 предметов, в основном из Японии (оружие, инро, нэцкэ, гравюры на дереве Корюсая, Харунобу, Хокусая), а также изделия из Китая и Индонезии. Первая коллекция восточных предметов была привезена из Азии в конце XIX века Генрихом Бурбон-Пармским, графом де Барди и завещана итальянскому государству. В 2002 году во дворце была открыта библиотека.

## Галерея

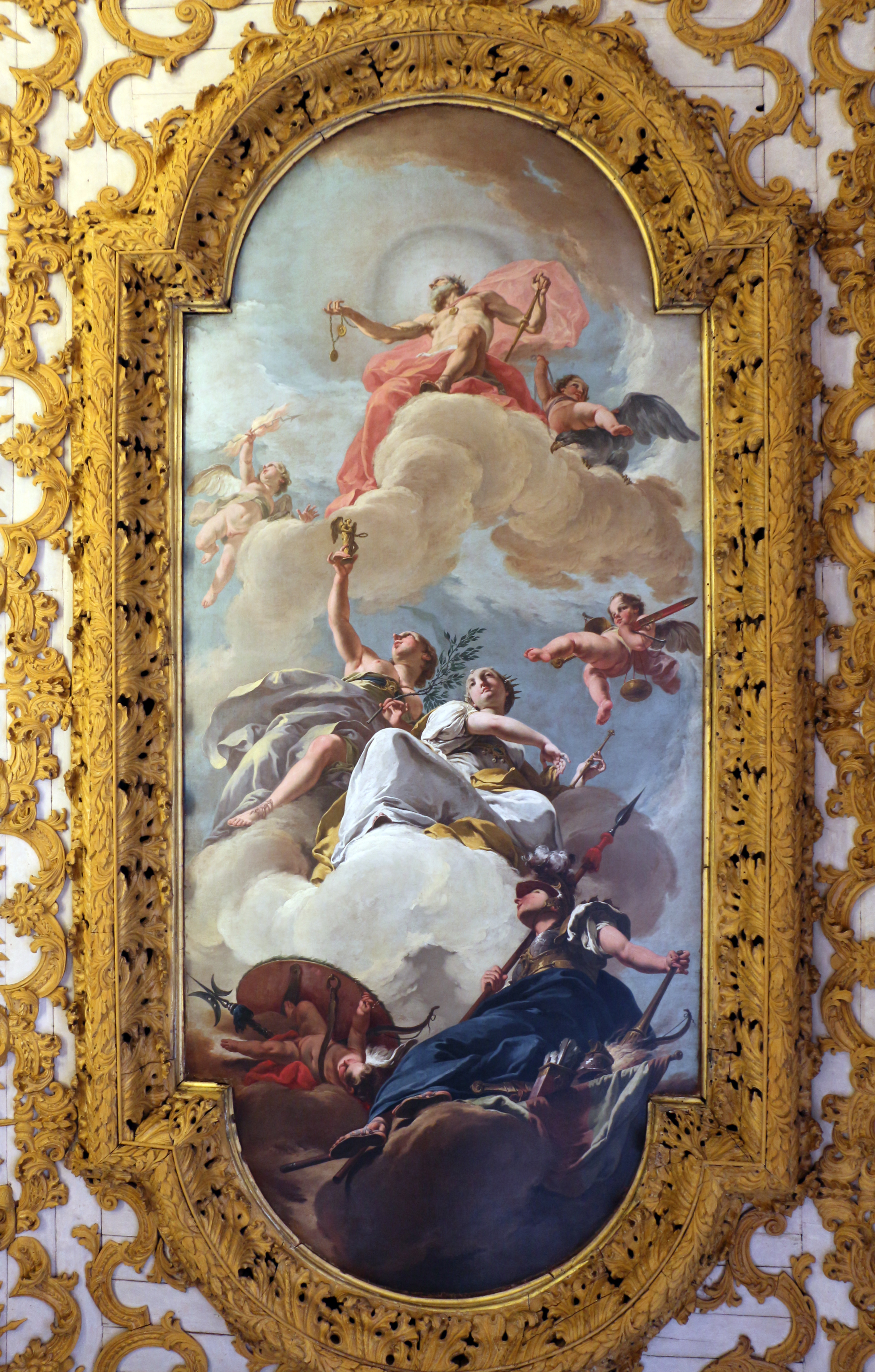
Дж. Питтони. Юпитер — защитник Справедливости, Мира и Науки (Справедливость и мир с Юпитером и Минервой). 1732. Холст, масло. Роспись плафона
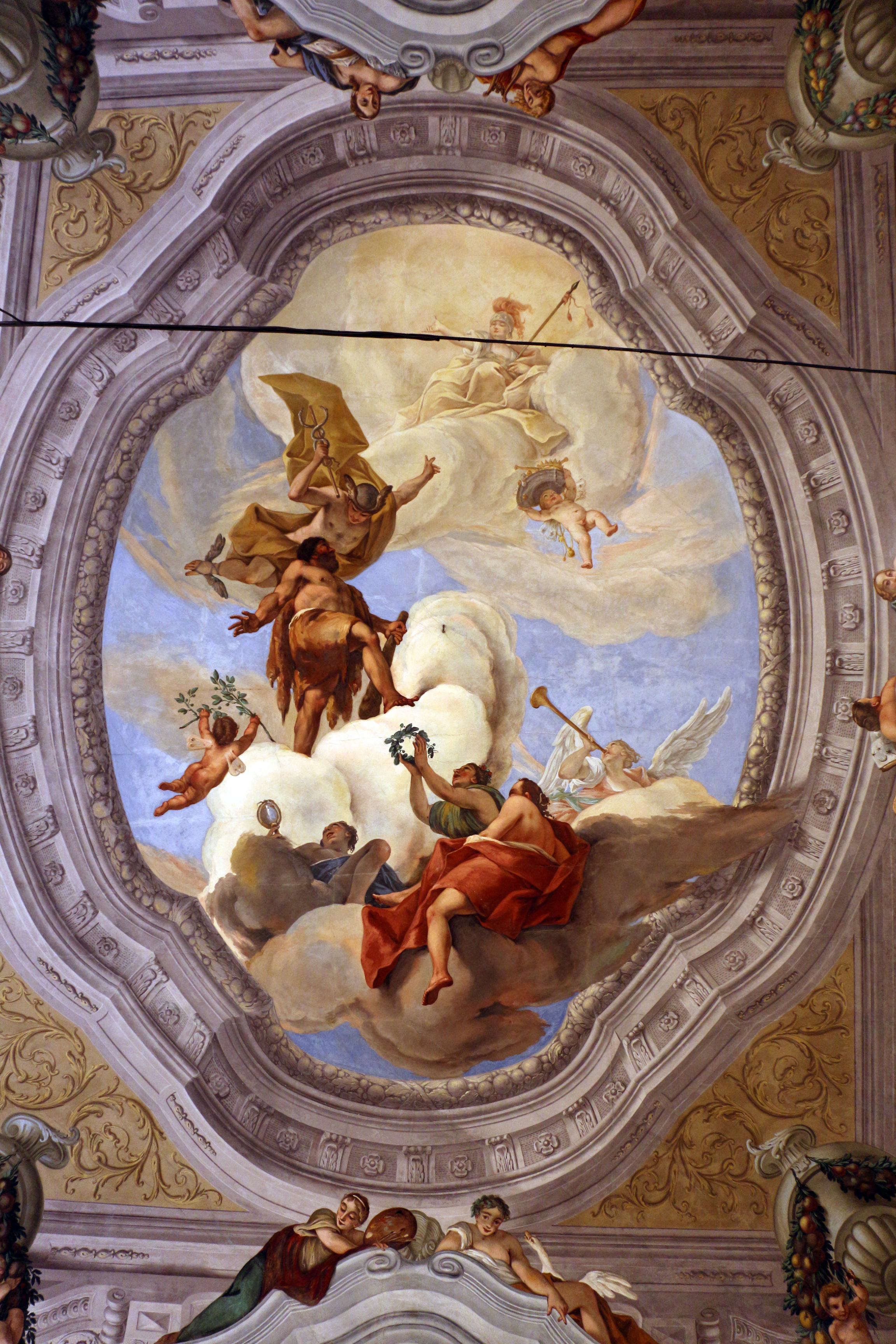
А. Буттафого. Триумф Геркулеса. 1795-1815. Роспись плафона
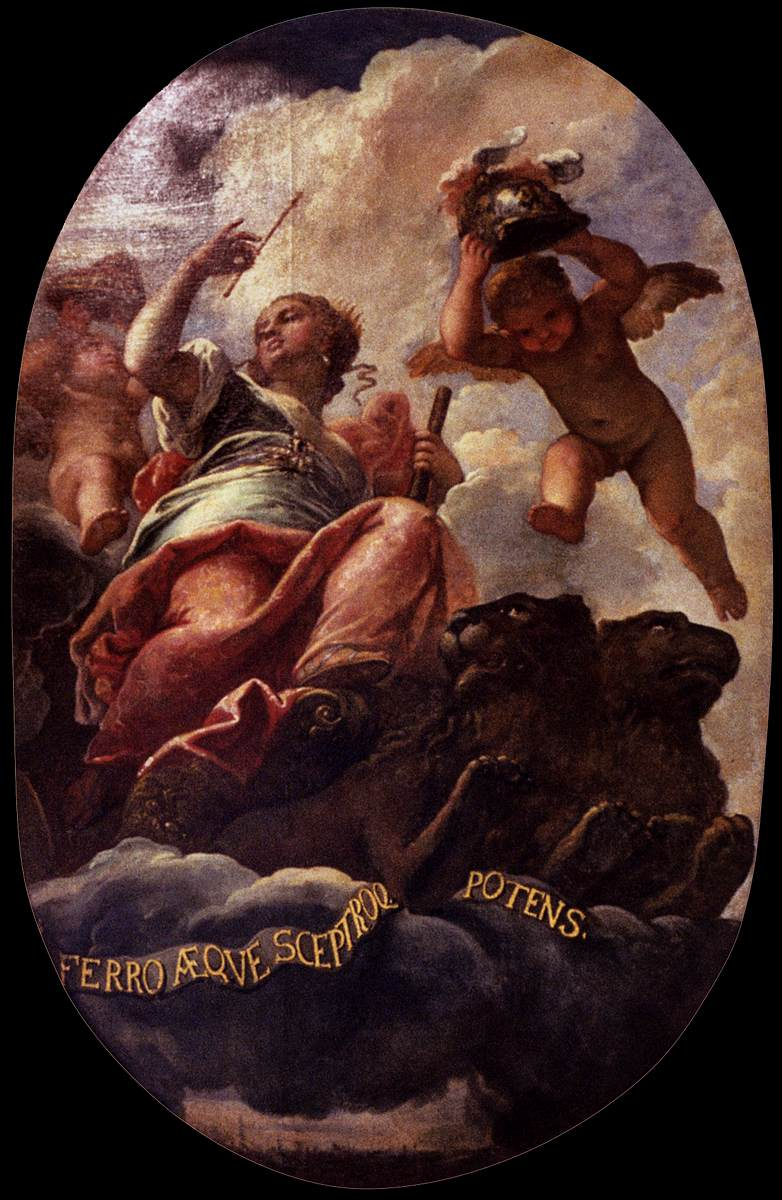
Н. Бамбини. Триумф Венеции. 1682. Холст, масло
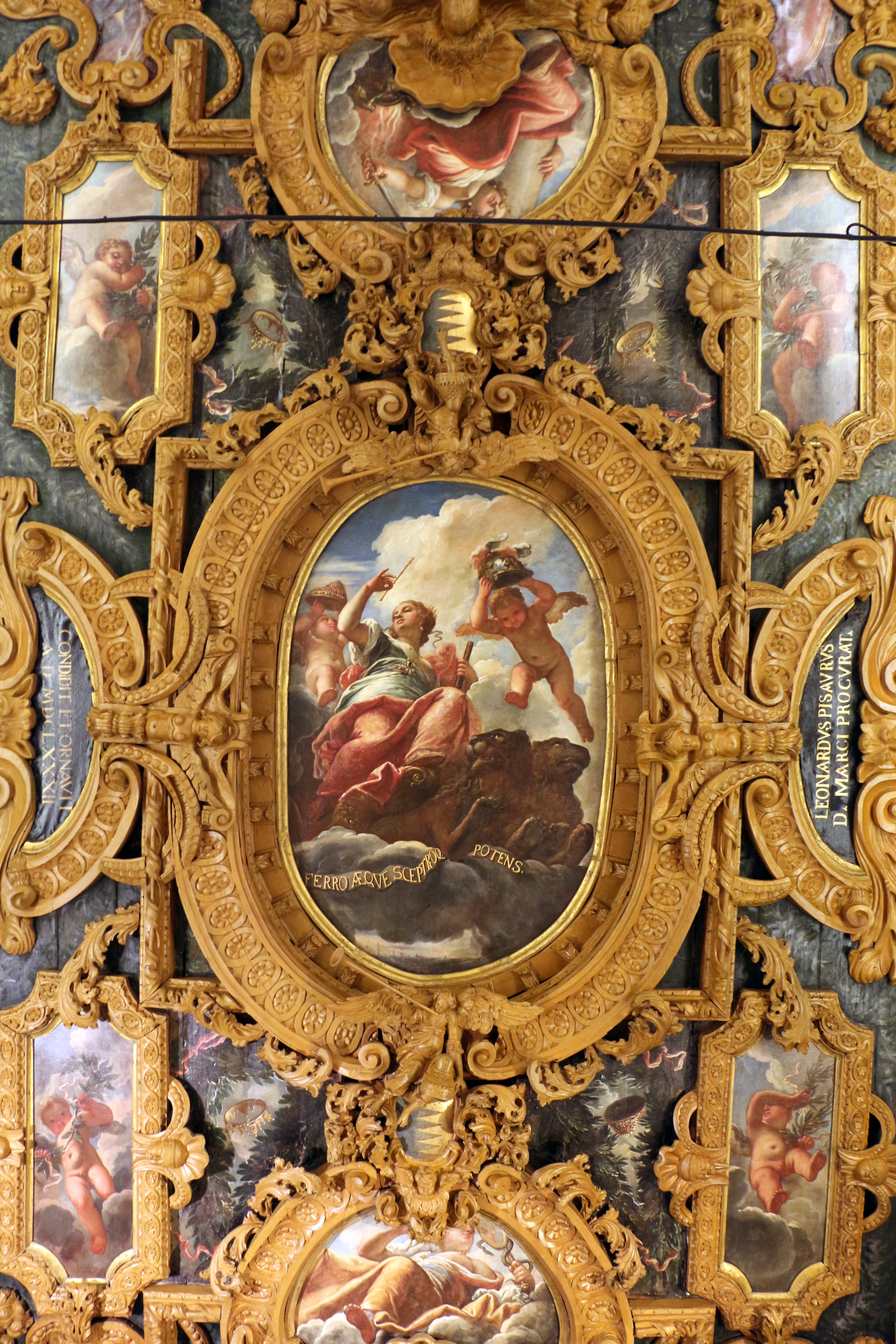
Н. Бамбини. Слава дома Пезаро между Благоразумием и Силой. Декор плафона. 1682. Холст, масло, дерево, резьба, золочение
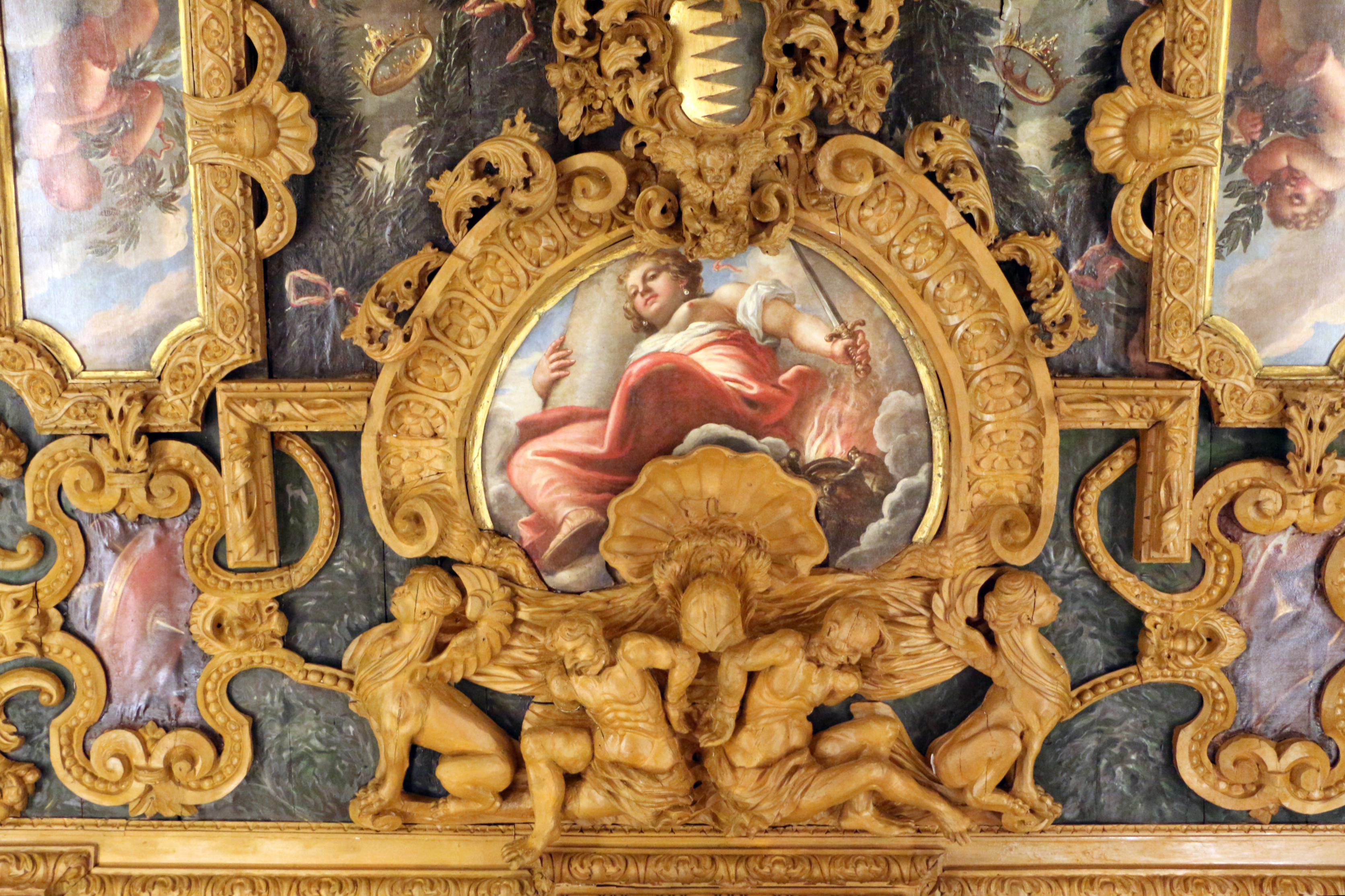
Деталь плафона
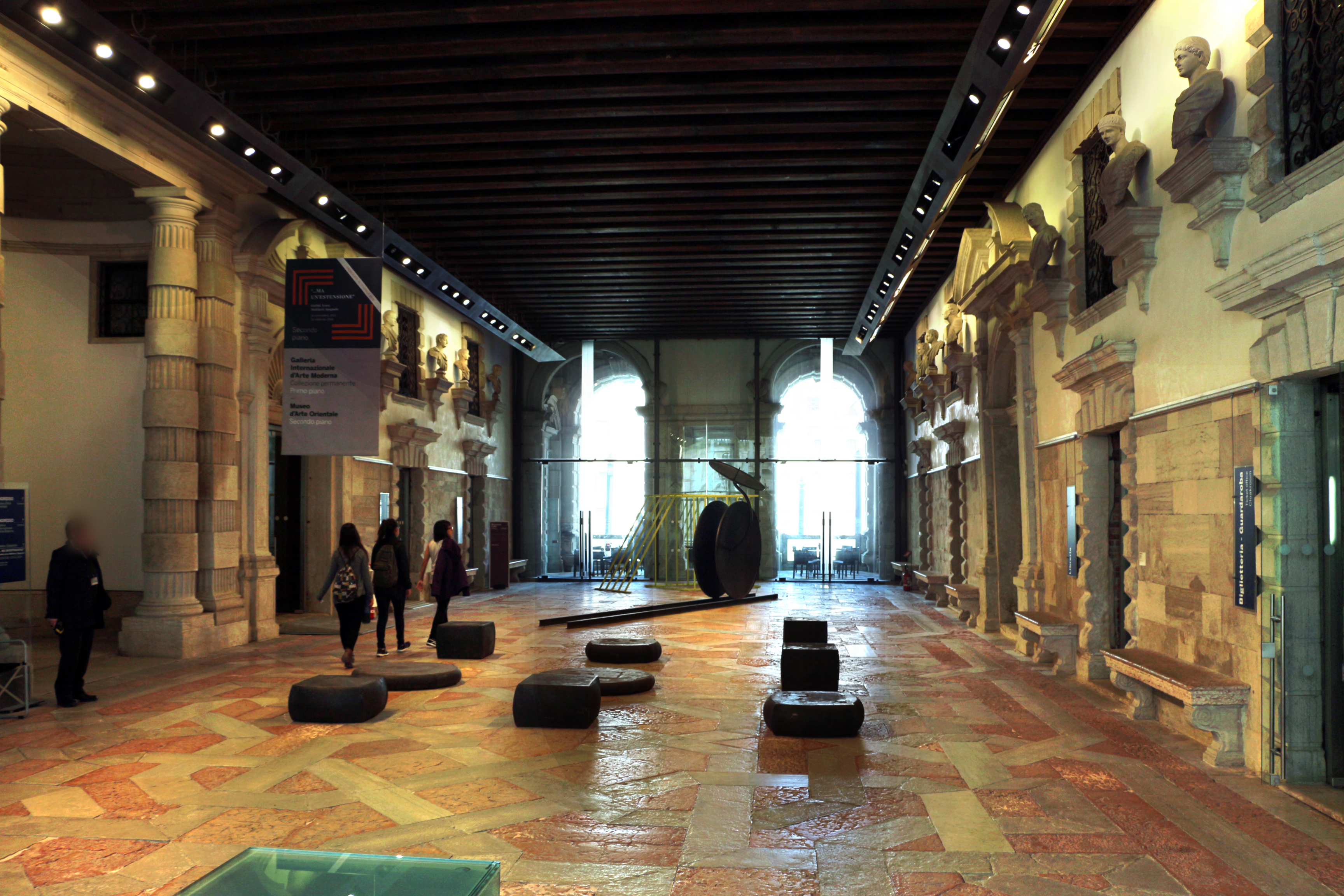
Вестибюль музея
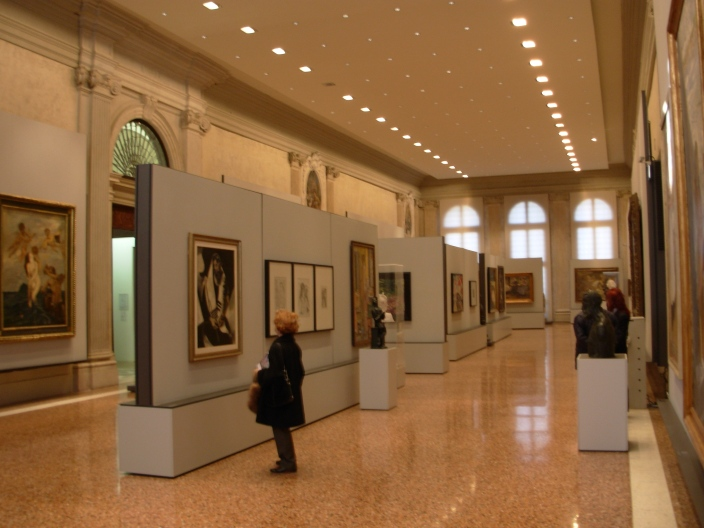
Экспозиция Галереи современного искусства
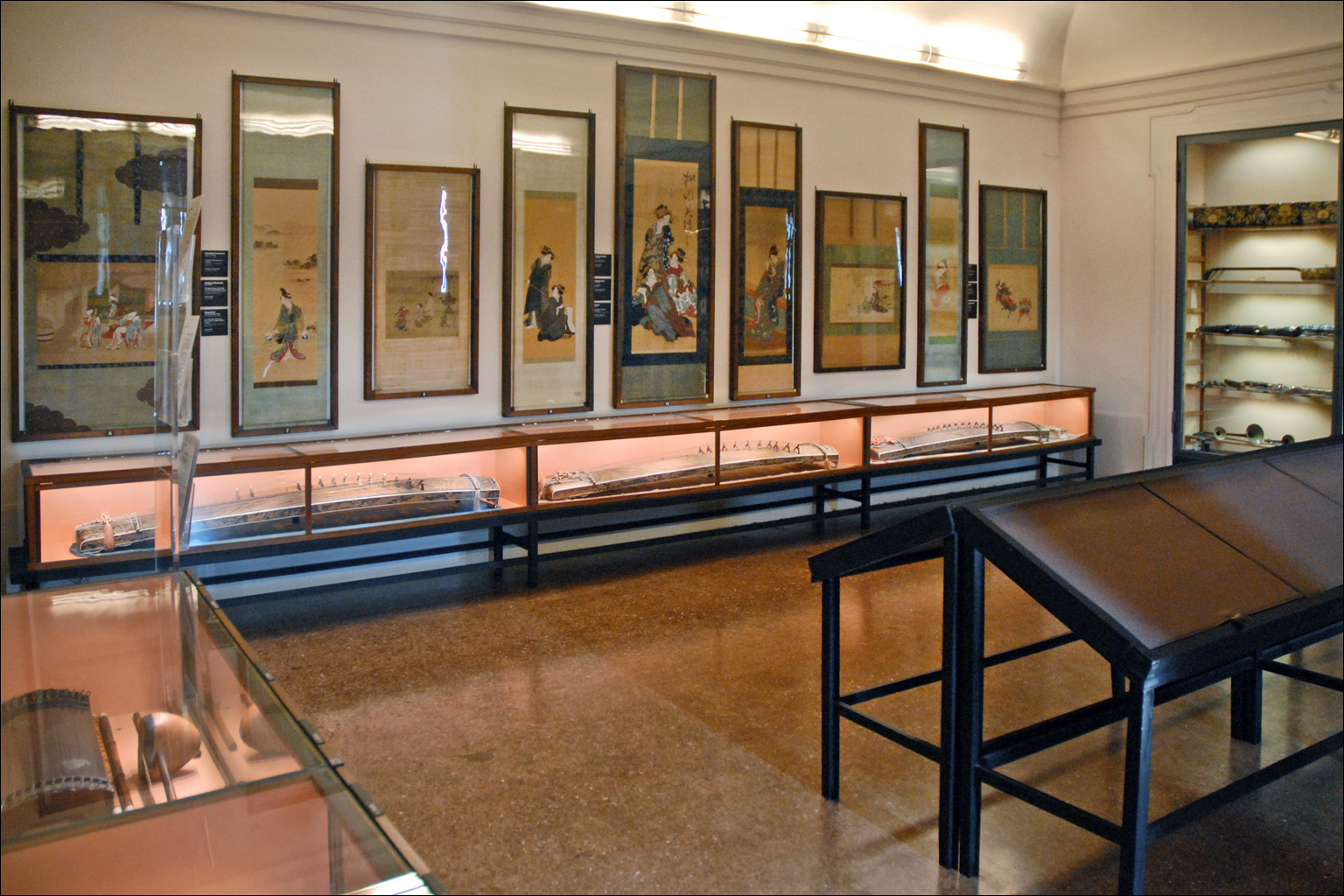
Зал Музея восточного искусства